# Giản Địch
Giản Địch (giản thể: 简狄; phồn thể: 簡狄; bính âm: Jiǎndí) là tên 1 nhân vật nữ trong huyền sử Trung Quốc, căn cứ theo nhiều tư liệu trong các thư tịch cổ thì bà là con gái của bộ lạc Hữu Nhưng.
Trong Kinh Thi có câu: "thiên mệnh huyền điểu, giáng sinh nhi Thương" nghĩa là trời sinh chim đen giáng hạ xuống sinh ra nhà Thương là bắt nguồn từ nhân vật này. Tương truyền Giản Địch là thứ phi của đế Cốc Cao Tân thị, một hôm bà ra bờ suối tắm thì thấy có một trứng chim ở bên bờ suối. Giản Địch bèn tiến lại gần nhặt lấy nó đập vỡ rồi nuốt sống cả lòng trắng lẫn lòng đỏ, chẳng bao lâu bà thụ thai rồi sinh ra người con trai đặt tên là Tiết (hay Khiết). Thời kỳ này thuộc giai đoạn cuối của xã hội thị tộc mẫu hệ, con người sống theo kiểu quần hôn nên phần lớn chẳng biết cha là ai mới có những điển tích thần thoại như thế để nêu bật nguồn gốc rằng đó là ý trời.
Sau này lớn lên, Tiết phò trợ cho đế Nghiêu rồi đế Thuấn đặc biệt nhất là giúp vua Hạ Vũ trong công tác trị thủy nên được ban họ Tử và thụ phong ở đất Thương, hậu duệ 14 đời là Tử Lý khởi binh lật đổ vua Hạ Kiệt và lập nên Nhà Thương triều đại thứ hai của người Trung Quốc.